# Drugs of Today
Drugs of Today, abgekürzt Drugs Today, ist eine wissenschaftliche Fachzeitschrift, die vom Prous Science-Verlag veröffentlicht wird. Die Zeitschrift wurde 1965 unter dem Namen Medicamentos de actualidad gegründet und heißt seit 1998 Drugs of Today. Sie erscheint derzeit mit zwölf Ausgaben im Jahr. Es werden Übersichtsarbeiten veröffentlicht, die sich mit der Bewertung aktuell zugelassener Arzneimittel beschäftigen.
Der Impact Factor lag im Jahr 2014 bei 1,197. Nach der Statistik des ISI Web of Knowledge wird das Journal mit diesem Impact Factor in der Kategorie Pharmakologie und Pharmazie an 206. Stelle von 254 Zeitschriften geführt.